# Cherokee (cheval)
Pour les articles homonymes, voir Cherokee (homonymie).
Le Cherokee est une race ou une lignée de chevaux d'allures issus du cheval colonial espagnol, originaire des États-Unis. Apparenté au Choctaw, il est extrêmement rare.

## Histoire
Le Cherokee est élevé comme une lignée tribale de chevaux, distincte. La plus ancienne mention connu de chevaux chez les Cherokee remonte à 1775. Son origine se situe dans le sud de l'Oklahoma actuel. Il est cependant évident que la race originelle élevée par les indiens Cherokee dans les années 1830 a été influencée par des croisements avec des chevaux occidentaux. 
Quelques étalons mexicains à la robe tachetée ont vraisemblablement influencé la célèbre lignée connue sous le nom de Whitmire. L'origine de cette lignée a été retracée au déplacement d'une tribu amérindienne Cherokee établie à Etocha, en Géorgie, en 1835. Ce déplacement, connu sous le nom de Trail of Tears (chemin des larmes), a impliqué le déplacement de tous les chevaux et du bétail élevé par cette tribu Cherokee vers de nouveaux territoires réservés aux indiens.
Cette lignée est préservée au fil des années, mais elle est croisée avec des chevaux d'origine mexicaine, comanche, et choctaw, tous apparentés au cheval colonial espagnol. En 1975, la lignée est relativement nombreuses, mais peu de chevaux originels ont survécu en raison de nombreux croisements et de la  dispersion du cheptel. En 1988, il ne reste plus que 59 chevaux de lignée Choctaw et Cherokee au total.
Le Cherokee Heritage Center, situé à Tahlequah, en Oklahoma, récupère Hawkeye, un cheval hongre descendant de la lignée de Whitmire et à 5/8e d'origine Cherokee, en 1997. Il déclare à cette occasion son souhait de préserver des chevaux semblables à ceux que les indiens Cherokee possédaient par le passé. En 2000, une jument du nom de Sadie est obtenue, pour lui tenir compagnie. 

## Description
Considéré comme un type tribal du cheval colonial espagnol, le Cherokee est un cheval d'allures, de modèle léger. Il toise de 1,42 m à 1,52 m d'après CAB International.
Ces chevaux peuvent présenter des couleurs de robe originales, notamment le pie avec uniquement des oreilles colorées, connu sous le nom de medecine hat. La race est connue pour sa robustesse et sa vigueur, n'ayant que très peu de problèmes de santé.
La race est reconnue par l'American Indian Horse Registry et par le Horse of America Registry.

## Utilisations
Malgré leur taille assez réduite, ces chevaux sont tout à fait capables de porter des hommes adultes. 

## Diffusion de l'élevage
La race est extrêmement rare, ne perdurant qu'à moins d'une centaine d'individus, tous influencés par le Choctaw. L'American Livestock Breeds Conservancy classe le statut de la race comme critique, avec environ 300 individus restants. 